# 407 Arachne
A 407 Arachne (ideiglenes jelöléssel 1895 CC) a Naprendszer kisbolygóövében található aszteroida. Maximilian Franz Joseph Cornelius Wolf fedezte fel 1895. október 13-án.